# ألبا هيرارا أوغازون
ألبا هيرارا أوغازن، (2 شباط\فبراير 1885-1931) كانت عازفة بيانو وكاتبة، وصحفية ومدرّسة وأول عالمة موسيقى مكسيكية.

## السيرة الذاتية
بدأت ألبا دراسة البيانو في سنٍ مبكرة مع شقيقها الأكبر سنّاً، وهذا ما حدّد مسيرتها المهنية، واستمرت حتى سن السابعة أو الثامنة من عمرها، وقيل أنها كانت متمكّنة من تنفيذ تراكيب موسيقية على درجة عالية من الصعوبة بالنسبة لعمرها، ما جعلها مميزة كعازفة على البيانو.
التحقت ألبا بمدرسة السيدة ميلر الإنجليزية، ثم ذهبت إلى كلية فرنسية، حتى أنهت المرحلة الابتدائية. أكملت تعليمها الثانوي في هذه المدارس باللغتين الإنجليزية والفرنسية واهتمّت بأدب أدباء مختلفين، خاصة وليم شكسبير.
بعد أن أنهت تعليمها، واصلت ألبا دراسة البيانو مع المايسترو كارلوس مينيسس الذي قدمها في بعض الأمسيات الموسيقية. عاد مينيسيس للتدريس في المعهد الوطني للموسيقى (المكسيك) والذي كان قد فصل منه من قبل، فالتحقت ألبا بدورها بالمعهد واستمرت في الدروس مع مينيسيس. كما تلقت الدروس على يد ألبرتو فيلاسينور وريكاردو كاسترو الذي كان مدير المعهد آنذاك. حازت ألبا على منحة لدراسة البيانو. كان كاسترو غالباً ما يغيّر مدرّسي البيانو بسبب ظروف خارجة عن نطاق سيطرته. لكن ذلك لم يؤثر على استمرارية دروس ألبا.
أنهت ألبا مشوارها في دراسة البيانو في المعهد الوطني للموسيقى عام 1908، حيث قامت برحلة إلى مدينة نيويورك، فحصلت على شهادة من أكاديمية فيرجيل.
بعد عودتها إلى موطنها بفترة وجيزة، بدأت بإعطاء دروس خصوصية في الموسيقى والبيانو متّبعةً أسلوب فيرجيل.
عام 1910، خلال زيارته الثانية للمكسيك، أوصى جوزيف هوفمان ألبا بترجمة كتابه «إعدام عازفة بيانو»، فأنجزت المهمة لاحقاً.
نشرت ألبا عام 1917 كتابها «فن الموسيقى في المكسيك» (El Arte Musical en México) بالتعاون مع قسم الفنون الجميلة، وقد وفّر الكتاب ملخصاً للحركة الموسيقية في المكسيك حتى تاريخ نشره. نظّمت بعد ذلك عدداً من الحفلات الموسيقية، كان بعضها مع الفرقة الكلاسيكية الوطنية. عام 1919، وبالاشتراك مع جوليان كاريو، وللمرة الأولى في المكسيك، عزفت ألبا سوناتات بيتهوفن. بدأت بعد ذلك جولة في المناطق الداخلية في المكسيك مع جوليان كاريّو الذي كان مدير السيمفونية الوطنية وسانتي لو بريوري عازف الكمان الإيطالي.
بعد أن أكملت ألبا جولتها في الجمهورية، نشرت كتابها «وجهات نظر» (Puntos de Vista)، وقد جمعت فيه مقالات ناقدة في الموسيقى، وقد نشر هذا الكتاب عام 1921. كما بدأت تجهير كتب أخرى منها «ساعاتي اليائسة» و«تاريخ الموسيقى العام» و«فسيفساء الموسيقى» وغيرها.
كمُحاضِرة، برعت ساهمت ألبا بفعالية في احتفالية بيتهوفن المئوية، في المؤتمر الذي كرّس للموسيقى في الفترة الرومانسية؛ وكانت متحدثة في افتتاحيات كلية الموسيقى، كما أعطت دروساً في تاريخ الموسيقى.
كصحافية، تعاونت ألبا مع صحف Tiempo, El Mundo Ilustrado, El Diario, La Tribuna, Revista de Revistas, Pegaso, El Globo, El Universal Ilustrado, El Universal، كما كانت عضوة في عدة اتحادات فنية وصحفية. من المناصب التي شغلتها أيضاً: محاضرة في قسم الثقافة الجمالية في وزارة التعليم العام المكسيكية في الفترة 1922-1927. ومدرسة بيانو وتاريخ الموسيقى في المعهد الوطني للموسيقى وكلية الموسيقى في جامعة المكسيك الوطنية.
توفيت ألبا هيرارا أوغازون عام 1931، وقد أمضت أيامها الأخيرة في الكتابة.